# Église Saint-Nicolas de Guéthary
L'église Saint-Nicolas est l'église de la commune de Guéthary dans les Pyrénées-Atlantiques. Elle est consacrée à saint Nicolas, patron des marins, rappelant que Guéthary était un port baleinier, thonier, puis sardinier. Elle dépend du diocèse de Bayonne. L'édifice est inscrit en 2001 à l'inventaire supplémentaire des Monuments historiques.

## Présentation
L'église est située sur le point le plus haut du village et elle est visible de loin sur la côte. Construite au XVIe siècle, avec une nef unique prolongée par une abside semi-circulaire, elle est typique des églises basques avec un aspect extérieur austère et un intérieur avec des galeries de chêne sur trois étages, autrefois réservées aux hommes, et un maître-autel dans un chœur surélevé. Il est à noter que l'église ne présente pas de retable, contrairement à la plupart de celles du Labourd, car il a été vendu en 1870. Les statues datent du XVIIe siècle. Un vaisseau trois-mâts à la coque verte pend en ex-voto dans la nef. L'église a été agandie entre 1636 et 1650, puis rehaussée et élargie en 1859. L'église a été restaurée en 1970, et des pièces du décor ont été dispersées ailleurs, afin de se conformer aux règles de l'époque. L'orgue fabriqué vers 1955 provient de la maison Organeria Española et a été restauré en 2012 par l'atelier Azpiazu d'Azpeitia (Guipuzcoa, Pays basque espagnol). Avec ses quinze jeux et ses deux claviers, il a été inauguré en 1959 par Robert Delpech. 
L'église dépend de la paroisse Saint-Joseph-des-Falaises/Bidart.
L'édifice est inscrit en 2001 à l'inventaire supplémentaire des monuments historiques.

## Illustrations

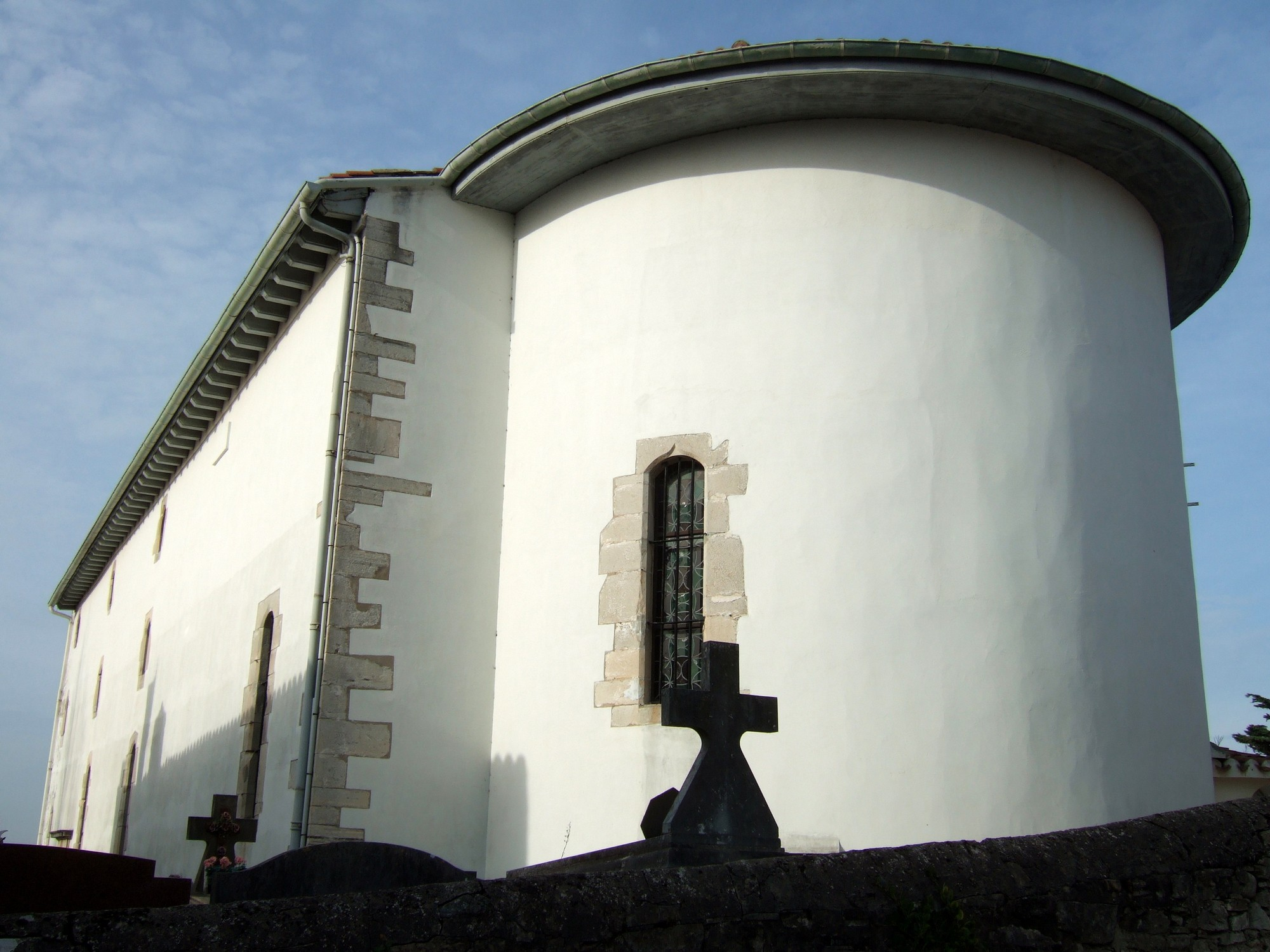
Chevet de l'église.
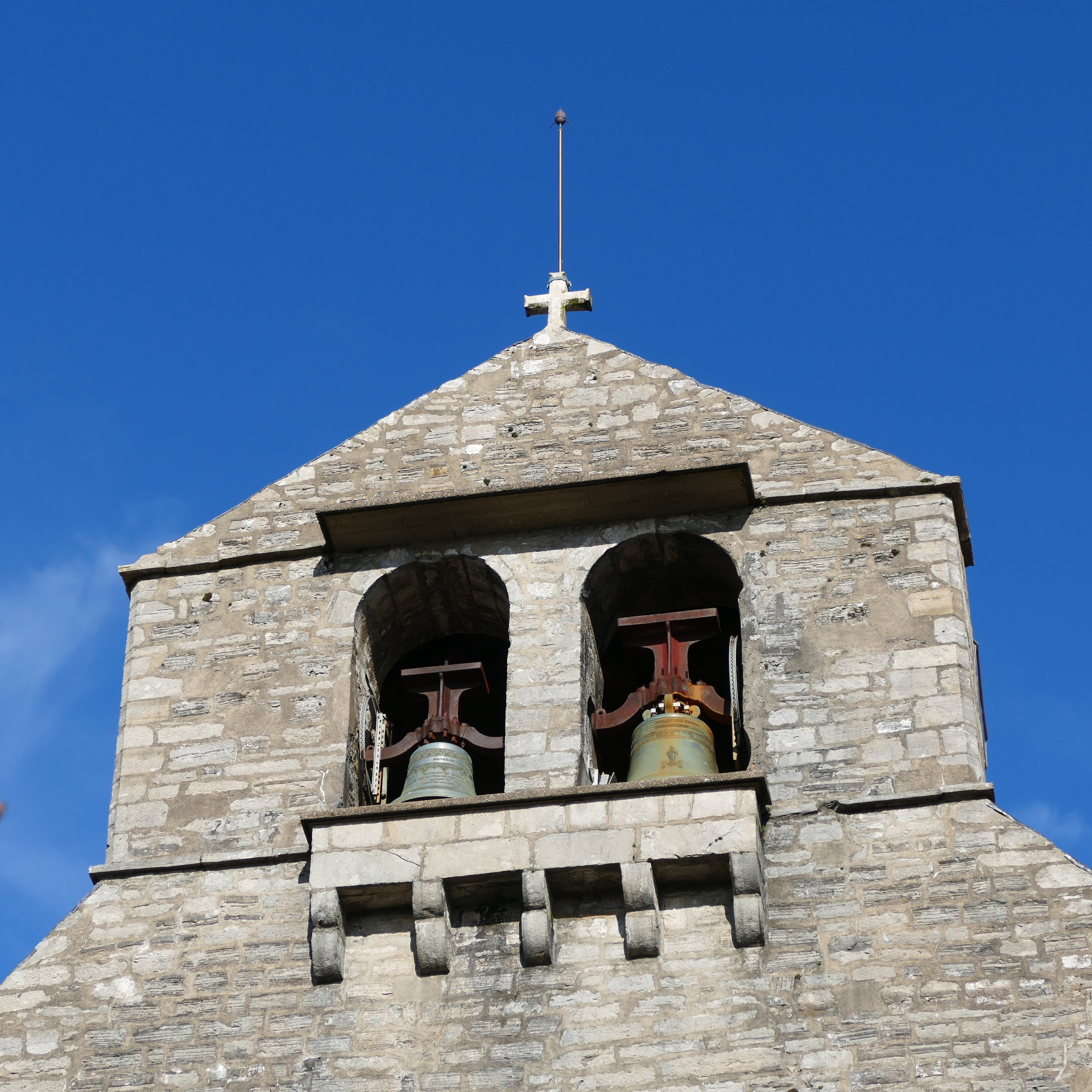
Clocher.
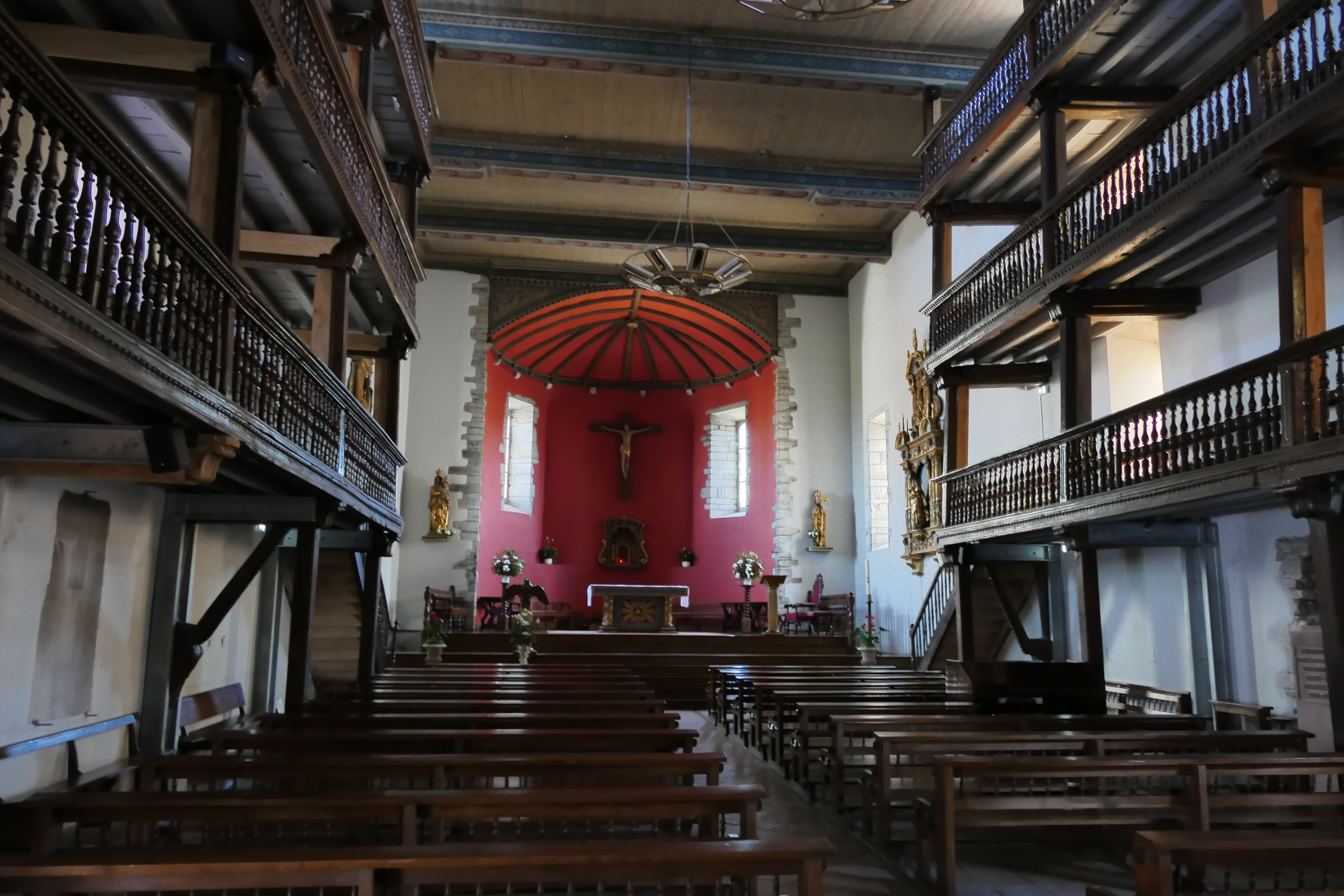
Intérieur.
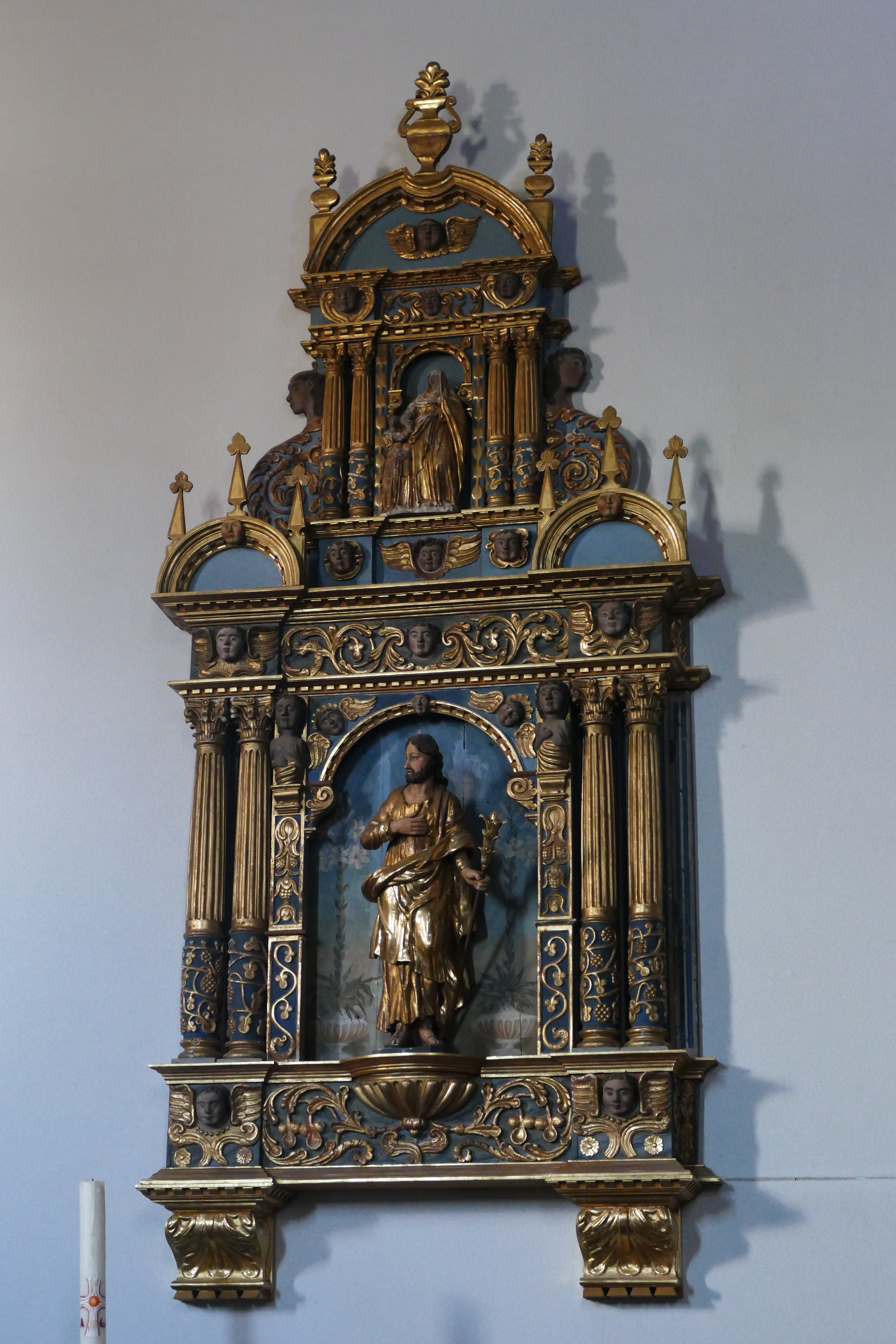
Statue de saint Joseph.
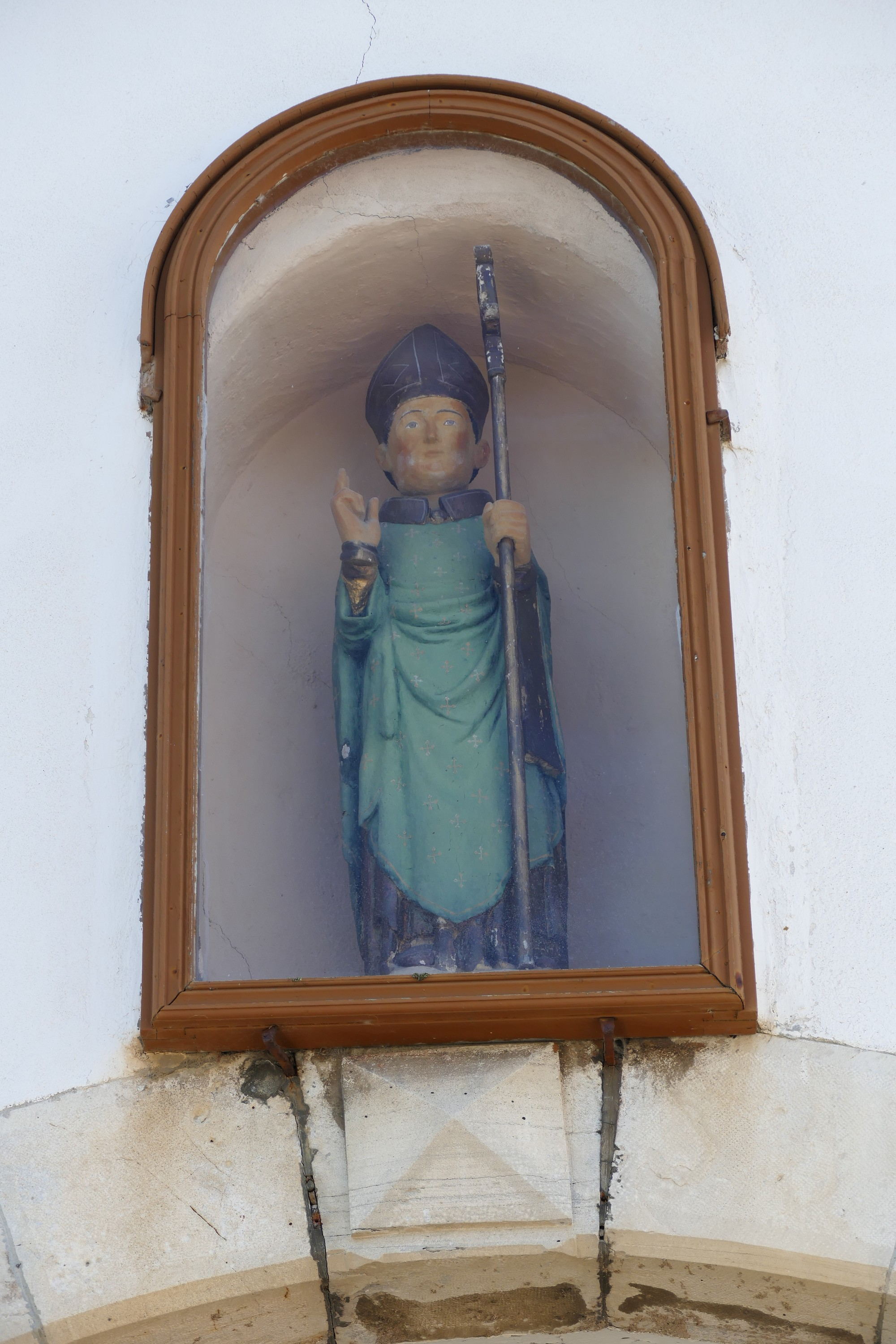
Statue de saint Nicolas au-dessus du porche.
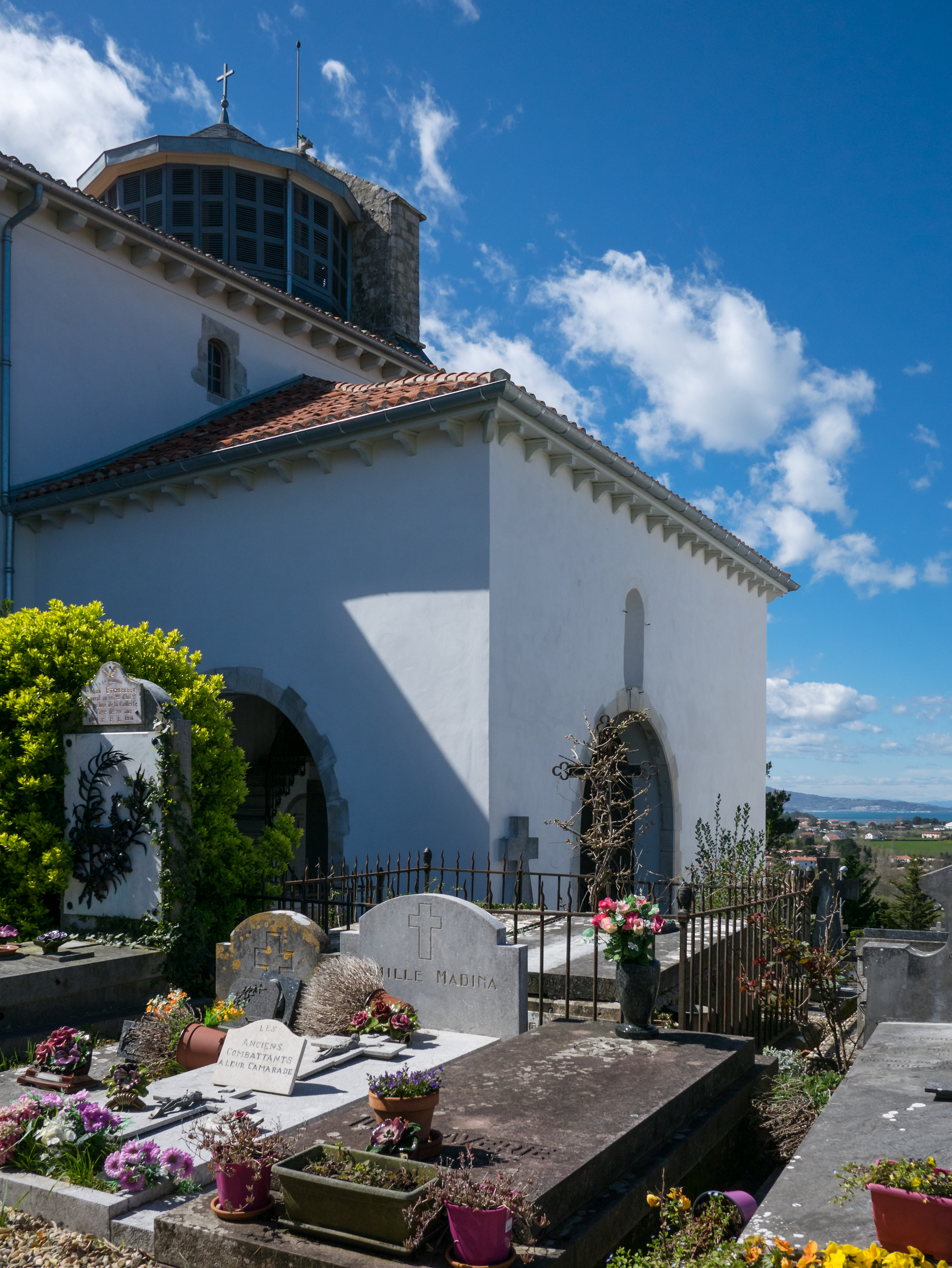
Porche donnant sur le cimetière.